# Constanza de Bretaña
Constanza de Penthièvre (bretón: Konstanza Penture, o Konstanza Breizh) (c. 1161-c. 5 de septiembre de 1201) fue duquesa hereditaria de Bretaña entre 1166 y 1201, y la condesa hereditaria de Richmond entre 1171 y 1201. Constanza era la hija de Conan IV, duque de Bretaña y conde de Richmond, y de su esposa Margarita de Huntingdon, condesa de Herford, hermana de los reyes Malcolm IV y Guillermo I de Escocia.

## Reinado
El padre de Constanza, Conan IV, había reunido el Ducado de Bretaña en guerras con Enrique II de Inglaterra. Después de las guerras con Enrique II, Conan IV enfrentó rebeliones de algunos nobles bretones. Hizo una llamada de ayuda a Enrique II para sofocar las rebeliones. En 1166, como parte de su acuerdo con Enrique II, a cambio de la ayuda del rey, Conan IV había prometido a su hija y única heredera, para casarse con Godofredo Plantagenet, el cuarto hijo legítimo de Enrique II de Inglaterra y Leonor de Aquitania, y abdicó en su favor. Enrique II tomó bajo su custodia a la niña, y administró Bretaña hasta que su hijo Godofredo tuviera la suficiente edad para gobernar el ducado.
En 1181, con veinte años de edad, Constanza fue obligada a contraer matrimonio con Godofredo Plantagenet. En 1186, Godofredo fue pisoteado hasta la muerte en un accidente de equitación durante un torneo en París. Constanza, a partir de entonces se convirtió en la gobernante titular de Bretaña, aunque tuvo que soportar las injerencias inglesas en Bretaña.
Sin embargo, el 3 de febrero de 1188 0 1189, Enrique II de Inglaterra arregló que Constanza se casase con Ranulfo de Blondeville, 6° conde de Chester, uno de los más poderosos condes de Inglaterra. En 1191 el rey Ricardo I de Inglaterra proclamó oficialmente a su sobrino, Arturo de Bretaña, el hijo de Constanza, como su heredero en un tratado firmado con Felipe II de Francia.
Para promover la posición y la herencia de su hijo Arturo, Constanza lo incluyó en el gobierno del ducado en 1196. El matrimonio de Constanza con Ranulfo se deterioró, cuando Ranulfo encarceló a Constanza en el mismo año. Con Constanza prisionera, varias rebeliones fueron provocadas en Bretaña en su nombre. Ranulfo cedió a la creciente presión y tuvo que liberar a la duquesa en 1198. De regreso en Bretaña, Constanza tenía su matrimonio anulado.
Más tarde, en 1199 en Angers, Constanza tomó a Guido de Thouars como su siguiente esposo.
Entre 1199 y el momento de su muerte, en el parto de sus hijas gemelas, Constanza aconsejó a su hijo hacia una alianza con Francia, siguiendo la política de su difunto esposo Godofredo II.

## Muerte
Constanza murió, a los 40 años de edad, el 5 de septiembre de 1201 en Nantes. Fue enterrada en la abadía de Villeneuve en Nantes.
Las causas de la muerte de Constanza se debaten. Algunos historiadores creen que murió de lepra. Otros creen que murió por complicaciones de parto, poco después de dar a luz a sus hijas gemelas. Sin embargo otros creen que al tener lepra, la llevó a un parto difícil, y en última instancia a la muerte poco después del nacimiento de las gemelas. Así, tanto la lepra como el parto son las posibles causas de su muerte.
Cuando Ricardo I murió en 1199, Felipe II acordó reconocer a Arturo como conde de Anjou, Maine y Poitou, a cambio de que Arturo jurara lealtad a Felipe II, convirtiéndose en un vasallo directo de Francia. Sin embargo, a los 13 años de edad, Arturo fue capturado mientras sitiaba Mirebeau, y al año siguiente fue trasladado a Rouen, a cargo de Guillermo de Braose, desapareciendo misteriosamente en abril de 1203. Tras la muerte de Constanza, se pensó que Arturo I había perecido en 1203 después de un período de prisión por orden de Juan I. Fue sucedido por su hermana de madre, la infanta Alix de Thouars. Guido de Thouars sirvió como regente de Bretaña en nombre de su pequeña hija Alix, duquesa de Bretaña, desde 1203 a 1206. Durante los conflictos con Juan I, la hija mayor de Constanza, Leonor, fue capturada y encarcelada en el Castillo de Corfe en Dorset, donde permaneció hasta su muerte.

## Familia

### Guillermo, hermano de Constanza
Como mujer, Constanza no podía heredar el ducado después de la muerte de su padre, si había un hermano. Una carta estatutaria de Margarita de Huntingdon, madre de Constanza, parece indicar que entre Conan y ella había más de un descendiente.
Además, dos cartas estatutarias de Constanza y su hijo Arturo, escritas alrededor de 1200 hacen mención de un hermano de Constanza, Guillermo “clericus”. Como hombre, Guillermo habría debido heredar el ducado después de Conan. Según la historiadora Judith Everard, Enrique II de Inglaterra forzó a Conan a abdicar en 1166 para evitar que un hijo suyo heredara el ducado.

### Descendencia
Constanza y Godofredo tuvieron tres hijos:
1. Leonor de Bretaña (1182 o 1184[5] -1241)
2. Mátilda[6][7] (1185-ant 1189)
3. Arturo I de Bretaña (1187-1203) - el hijo póstumo de Godofredo.

Constanza y Guido tuvieron dos hijas:
1. Alix de Thouars, (1200 – 1221) se casó con Pedro I de Bretaña, el primer gobernante Breton de la Casa de Dreux.

1. Catalina de Thouars (1201 - 1237/1240), Dama de Vitré, se casó con Andrés III de Vitré, digno de mención por la reconstrucción del Castillo de Vitré[8]

Según varias fuentes, Constanza tuvo otra hija:
1. Margarita de Thouars (1201 - 1216/1220),[10][9][11][12][13][14][15][16][17] se casó con Godofredo I, vizconde de Rohan[18][19][13]

## Descripciones

### En literatura
Constanza de Bretaña apparece en varias obras literarias, incluso:
- The Troublesome Reign of King John (c.1589), tragedia anónima.
- El Rey Juan (1593-1596), tragedia de William Shakespeare.
- Jean sans Terre ou la mort d’Arthur (1791), tragedia de Jean-François Ducis.
- King John (1800), tragedia de Richard Valpy.
- La Mort d’Arthur de Bretagne (1826), poema de Alexis Fossé.
- Prince of Darkness (2005), Devil’s Brood (2008), Lionheart (2011) y A King’s Ransom (2014) novelas de Sharon Kay Penman.

Constanza también es mencionada en el poema Le petit Arthur de Bretagne à la tour de Rouen (1822) de Marceline Desbordes-Valmore, el drama Arthur de Bretagne (1885) de Louis Tiercelin y las novelas Le Loup blanc (1843) de Paul Féval padre, Le Poids d’une couronne (légende bretonne) (1867-1868) de Gabrielle d’Étampes, el segundo volumen de la trilogía Le Château des Poulfenc (2009) de Brigitte Coppin y, con sus hijas Mátilda, Alix y Catalina ysu tercero marido Guido de Thouars en la novela Dans l’Ombre du Passé (2020) de Léa Chaillou.

### En teatro y televisión
Constanza fue representada por Julia Neilson en el mudo corto King John (1899), el cual reproduce la escena de la muerte de Juan al final de la obra, Sonia Dresdel en la versión del BBC Sunday Night Theatre (1952), y Claire Bloom en la versión de la BBC Shakespeare (1984). En la serie de ITC The Adventures of Robin Hood, appareció en cinco episodios, interpretada por Dorothy Alison (temporadas 1 y 2), Pamela Alan (temporada 3) y Patricia Marmont (temporada 4). Fue interpretada también por Paula Williams (Constanza niña) y Nina Francis (Constanza adulta) en la serie dramática de la BBC The Devil's Crown (1978).